# Danny Califf
Daniel Benjamin Califf, detto Danny (Montclair, 17 marzo 1980), è un ex calciatore statunitense, di ruolo difensore, osservatore del Toronto FC.

## Palmarès

### Club

#### Competizioni nazionali
- U.S. Open Cup: 1

Los Angeles Galaxy: 2001
- MLS Supporters' Shield: 2

Los Angeles Galaxy: 2002
San Jose Earthquakes: 2005
- Campionato MLS: 1

Los Angeles Galaxy: 2002
- Campionato danese: 1

Aalborg: 2007-2008

#### Competizioni internazionali
- CONCACAF Champions' Cup: 1

L.A Galaxy: 2000